# Samboförhållande
Samboförhållande eller samboskap är i lagens mening en form av samlevnad där ett ogift par "stadigvarande bor tillsammans i ett parförhållande och har gemensamt hushåll". Sambo (plural: sambor) är benämningen på den person som någon är sammanboende med. I äldre svenska betecknar leva i sambo ett oskiftat bo, det vill säga att några personer lever tillsammans utan att ha delat upp ägandeskapet för hushållet, exempelvis en storfamilj. Samboskap uppstår inte automatiskt när två personer flyttar ihop. Det krävs att personerna lever under "äktenskapsliknande förhållanden". Traditionellt sett har äktenskapsliknande förhållanden inneburit att en kvinna och man lever tillsammans, där det i relationen ingår sexuellt umgänge. Det kravet synes dock idag vara föråldrat, även om en viss kärleksrelation fordras; rumskamrater är till exempel i regel inte sambor. Vid bedömningen om två personer är sambor ska det särskilt beaktas om de delar på hushållssysslor och i någon mån har en delad ekonomi. Det viktigaste vid bedömningen är dock hur personerna själva ser på sitt förhållande, samt om personerna av fri vilja väljer att spendera sin fritid i den gemensamma bostaden.
Samboförhållanden är mycket vanliga i de nordiska länderna och i vissa andra europeiska länder. I Sverige har det varje år sedan 1993 fötts fler barn till ogifta föräldrar än till gifta föräldrar.

## Rättslig reglering i Sverige
Att vara sambo är i Sverige inget civilstånd i juridisk mening. Enligt sambolagen, som instiftades 1987, är efterlevande sambo dödsbodelägare men saknar arvsrätt.
När ett samboförhållande upphör ska viss egendom, så kallad samboegendom, delas mellan samborna. Förenklat så ska samboegendomen delas lika sedan skulder räknats av.
Ett samboförhållande upphör:
1. om samborna eller någon av dem ingår äktenskap,
2. om samborna flyttar isär eller
3. om någon av samborna avlider.

Ett samboförhållande ska också anses upphöra om en sambo ansöker:
- om förordnande av bodelningsförrättare enligt 26 § eller[6]
- om rätt att få bo kvar i bostaden enligt 28 § eller[7]
- om en sambo väcker talan om övertagande av bostad enligt 22 §.[8]

### Samboegendom
Samboegendom är sambors gemensamma bostad och bohag, om egendomen förvärvats för gemensam användning.
Undantag görs för det ena sambon fått i gåva, arv eller erhållit genom testamente med villkor att egendomen ska vara mottagarens enskilda egendom.
Med gemensamt bohag menas möbler, hushållsmaskiner och annat inre lösöre som är avsett för det gemensamma hemmet. Bil eller egendom som används huvudsakligen för fritidsändamål är dock inte samboegendom.

### Samboavtal
Genom ett så kallat samboavtal kan samborna avtala att viss egendom inte ska ingå i bodelningen eller till och med att bodelning inte ska ske. Avtalet skall upprättas skriftligen och undertecknas av samborna. Det är inget lagstadgat krav att ett samboavtal ska bevittnas.
För att reglera olika stora kontantinsatser vid ett bostadsköp ska samboavtalet kompletteras med ett skuldebrev för att kontantinsatsen inte ska hälftendelas vid en bodelning.

### Övertagande av bostad i vissa fall
Vid bodelning av samboegendom är regelverket så att man eftersträvar att den sambo som bäst behöver bostaden får behålla denna. 
Även i fall där den gemensamma bostaden inte är samboegendom så finns motsvarande trygghetsregel. En sambo kan således vid behov ha rätt att överta den gemensamma bostaden (hyresrätt eller bostadsrätt) från den andra sambon. Om samborna inte har barn tillsammans gäller dock detta endast om synnerliga skäl föreligger.
Den som övertar bostaden ska ersätta den andra sambon för bostadens värde. Till skillnad från vid bodelning av samboegendom så handlar det alltså enligt reglerna för övertagande av bostad inte om någon förmögenhetsöverföring mellan samborna. Hyresrätter antas här sakna värde och någon ersättning för att den andra sambon övertar en hyresrätt utgår inte.

### Föräldraskap
Samboende partner som skaffar barn ihop måste för att barnets far skall räknas som vårdnadshavare i juridisk mening skriftligt bekräfta faderskapet hos socialnämnden och samtidigt be att få gemensam vårdnad. Det följer av att endast barn födda av gifta kvinnor med automatik anses ha kvinnans partner som biologisk far, så kallad faderskapspresumtion. Om faderskapet bekräftas gäller sedan samma regler som vid äktenskap i förhållande till barnet. Barnets arvsrätt påverkas dock inte av om faderskapet är bekräftat, dock kan det föreligga bevissvårigheter om bekräftelse inte skett.

### Samkönat samboskap
Både samkönade sambor och olikkönade sambor omfattas av sambolagen.

## Kritik mot samboförhållanden
I västvärlden var det förr i tiden inte socialt accepterat att en man och kvinna levde ihop utan att ha ingått äktenskap, i vissa fall var det även brottsligt. Inom vissa religioner, som kristendomen och islam, kan samboskap tolkas som en synd.